# Bobbi Eden
Bobbi Eden (* 4. ledna 1980, Haag) je nizozemská adult performerka a pornoherečka.
Aktivní byla od roku 1998 nejprve jako glamour modelka. Fotografovala pro Penthouse, magazíny Club, Men Only a Soho. Také pracovala v lingerie reklamě nebo reklamě na obuv. Po setkání s americkou pornoherčkou Jennou Jameson se dala na úspěšnou kariéru v pornografii. Ve svém portfoliu má přes 100 titulů. Spolupracuje i s českou scénou, roku 2004 byla oceněna jako nejlepší pornostar BeNeLuxu a 2006 Evropy. Mimoto spolupracuje v Nizozemsku i s hudební scénou, např. s DJ Ferry Corstenem na videoklipu pro jeho singl Watch out, podílí se i na dalších klipech (např. pro DJ Chew Fat a Sun Club). Aktuálně[kdy?] je vdaná, s manželem Cainem založila vlastní produkci. Nyní pracuje na Fetish webových stránkách.